# Arto Sirviö
Arto Sirviö, född 6 januari 1962 i Sotkamo, Finland, är en pensionerad ishockeyspelare som sedan 2009 är sportchef i IF Björklöven. Han har tidigare varit sportchef i Mora IK, där han även varit spelare. Sirviö har även spelat i Frölunda HC.. Numera är Arto huvudtränare för Kristianstads IK i Hockeyettan.